# Busto di ragazza
Il Busto di ragazza (Jeune fille en buste) è un dipinto del pittore neoclassico francese Pierre-Narcisse Guérin, realizzato nel 1794 circa. L'opera oggi è esposta al museo del Louvre, a Parigi.

## Descrizione
Questo dipinto è una delle prime opere del Guérin ed è il ritratto di una giovane ragazza, raffigurata mentre si copre i seni con entrambe le mani. Il soggetto viene rappresentato in maniera diretta. La capigliatura corta della ragazza è ispirata allo stile à la Titus, molto in voga nella Francia dell'epoca e basato sulle acconciature di epoca romana. Questa tela, infatti, è una delle prime opere a raffigurare quest'acconciatura. Lo stile à la Titus ("alla maniera di Tito") potrebbe aver preso il nome da Tito Giunio Bruto, figlio del politico romano Lucio Giunio Bruto,  o dall'imperatore Tito.
Lo sfondo liscio, il disegno semplice e la distribuzione misurata del colore sono delle caratteristiche tipiche dello stile neoclassico e della scuola di Jean-Baptiste Regnault e di Jacques-Louis David, due celebri pittori neoclassici francesi.